# Marisela Carrasco
Marisela Carrasco(Antofagasta, Chile, 10 de septiembre de 1992) es una futbolista chilena que juega de mediocampista en Colo-Colo. Juega de mediocampista en la Selección Sub-17 Femenina de Colo-Colo.

## Clubes
| Club      | País  | Año  |
| --------- | ----- | ---- |
| Colo-Colo | Chile | 2009 |

- Datos: Q5999308